# Richard Christy
Richard Christy (teljes nevén Thomas Richard Christy) (Fort Scott, Kansas, 1974. április 1. –) amerikai metaldobos, humorista, színész és rádiós személyiség. Chuck Schuldiner együtteseiben (Death, majd Control Denied) vált ismertté. Később a Burning Inside, az Iced Earth és a Leash Law dobosa lett. Játékára jellemző a kőkemény dinamika és a jazzes elemek ötvözése. A metal zenében szokásos gyors pörgetéseket meglepő helyekre beszúrt splash ütésekkel vadítja meg.

## Gyermekkora
Richard a Kansas állambeli Fort Scottban született és nőtt fel. Tízéves korában kezdett dobolni a uniontowni alapfokú oktatás zenekarában. Egy évig csak pergődobon játszott, majd szülei megvették neki az első 3 darabos Gretsch dobját egy Arcadiabeli antik kereskedőtől.
Első gyakorlótémái a Van Halen, Twisted Sister, Kiss és a Quiet Riot felvételekből leszedett dobtémák voltak. Nagy hatással volt rá a Metallica Kill ’Em All és a Slayer Reign in Blood albuma ("…Nem hittem volna, hogy valaki képes olyan gyorsan játszani…"). A középiskola elvégzése után, 1992-ben csatlakozott az Acheron nevű együtteshez.

## Fontosabb zenekarai
Christy játékának kicsúcsosodását a floridai Death jelentette, ahol hihetetlen virtuozitással és dinamikával alapozza meg a ritmusszekció munkáját. Christy és Chuck Schuldiner egy könyvesboltban találkoztak, mikor a gitáros/énekes éppen új dobost keresett a legendás Gene Hoglan (aki a Individual Thought Patterns és a Symbolic lemezeken dobolt) megüresedett helyére. Az 1998-ban megjelent The Sound of Perseverance lemez már nem klasszikus death metal album volt, mint ahogy az utolsó négy Death lemez egyike sem. Ezeken az alkotásokon egyfajta kísérletezés folyt, hogy kitágítsák a műfaj határait. A Death két koncertlemezén, valamint Schuldiner másik zenekarának, a Control Denied albumán szintén Richard Christy dobolt.
Chuck Schuldiner halála után Christy előbb a Burning Inside, majd az Iced Earth dobosa lett. Játéka az Iced Earth-ben a neves power metal együttes stílusához igazodva kevésbé volt színes, mint korábban. A 2000-ben megjelent Horror Show című albumon Steve DiGiorgio (ex-Death, Sadus) basszusgitárossal alkották a ritmusszekciót. Christy 2003-ban csatlakozott a Leash Law együtteshez.

## Diszkográfia

### Acheron
- Anti-God, Anti-Christ (1996)

### Death
- The Sound of Perseverance (1998)
- Live in Eindhoven (1998)
- Live in L.A. (Death & Raw) (1999)

### Control Denied
- The Fragile Art of Existence (1999)

### Burning Inside
- The Eve of the Entities (2000)
- Apparition (2001)

### Iced Earth
- Horror Show (2001)
- Tribute to the Gods (2002)
- The Glorious Burden (2004)

### Leash Law
- Dogface (2003)
- Cunninglinguistics (2007)

## Felszerelése
Dob: Pearl Prestige Session
- 5" x 12" pergő
- 8" – 10" – 12" – 13" – 14" felsőtamok
- 16" állótam
- 18" x 22" lábdob (2 db)

Cintányérok: Sabian
- 18" B8 Pro China (bal kézre)
- 13" AA Hi-Hats (4 db, 2-2 kétoldalt jobb és bal kézre)
- 8" AA Splash
- 20" AAX Metal Ride (2 db, jobb és bal kézre)
- 18" AAX Metal Crash (2 db)
- 20" AAX Dark Crash (jobboldalt)
- 18" Pro China
- 10" AAX Splash
- 12" Mini China

Pedálok: Axis A Longboard